# Septett (Beethoven)
Das Septett in Es-Dur op. 20 von Ludwig van Beethoven wurde 1799 skizziert und gelangte noch im selben Jahr zur Uraufführung. Die 1802 erschienene Erstausgabe ist Kaiserin Maria Theresia gewidmet.

## Instrumentierung
Klarinette, Horn, Fagott, Violine, Viola, Violoncello und Kontrabass.

## Satzfolge
1. Adagio – Allegro con brio
2. Adagio cantabile
3. Tempo di minuetto
4. Tema con variazioni. Andante
5. Scherzo. Allegro molto e vivace
6. Andante con moto alla marcia – Presto

## Geschichte
Die erste nachweisbare Aufführung fand am 20. Dezember 1799 in einem Konzert statt, das der Geiger und Beethoven-Freund Ignaz Schuppanzigh im Saal des Hoftraiteurs Ignaz Jahn (1744–1810) in der Himmelpfortgasse Nr. 1023 gab. Dieses Konzert erwähnt Beethovens Freundin Gräfin Josephine Brunsvik in einem Brief und bemerkt, dass ihr Bruder Franz davon „begeistert“ war, „besonders von einem Septett, komponiert von Herrn Beethoven, welches das Nonplusultra gewesen sein muss, sowohl der Ausführung als auch der Komposition nach.“ Nach einer späteren Aussage von Beethovens Freund Emanuel Dolezalek (1780–1858) fand die Uraufführung jedoch im Palais des Fürsten Joseph von Schwarzenberg statt. Dabei soll Beethoven im Hinblick auf seinen Lehrer Joseph Haydn stolz erklärt haben: „Das ist meine Schöpfung.“ Eine weitere Aufführung erlebte das Werk in Beethovens erstem eigenen Konzert, das er am 2. April 1800 im Burgtheater gab.
Das Septett war schon bald eines der populärsten Werke Beethovens, wovon auch zahlreiche Bearbeitungen zeugen. Beethoven arrangierte das Werk auch selbst als Trio für Klarinette (oder Violine), Violoncello und Klavier und veröffentlichte diese Version 1805 als op. 38.
Besonders populär wurde das Thema des vierten Satzes, das auf ein niederrheinisches Volkslied zurückgehen soll. Das Lied trägt den Titel Die Losgekaufte, ist allerdings erst 1838 in einer Publikation des Volksliedersammlers Andreas Kretzschmer (1775–1839) nachweisbar. Nach anderer Lesart war es Wilhelm von Zuccalmaglio, der der Melodie einen eigenen Text unterlegte. Als Volkslied verbreitet ist die Melodie heute mit dem Text „Nun bricht aus allen Zweigen“ von Julius Rodenberg.